# 徐国琦
徐国琦（1962年—），安徽枞阳人，香港大学历史系特聘讲座教授，著名国际史和跨国史学者。

## 生平
徐国琦1962年出生于安徽省枞阳县下桥村，1980年以枞阳县高考文科第一名的成绩进入安徽师范大学历史系学习，于1984年获历史学学士学位。同年考入南开大学历史系攻读美国外交史硕士学位，师从美国史专家杨生茂教授，1987年硕士毕业后留校任教。1990年赴美国哈佛大学攻读历史学博士学位，师从国际史大家入江昭教授，1999年获哈佛大学历史学博士学位。1999年至2009年，在美国卡拉马祖学院任教。2009年加盟香港大学，现任香港大学历史系特聘讲座教授。

## 著作
- 《China and the Great War》（《中国与大战》，2005年，剑桥大学出版社）
- 《Olympic Dreams: China and the sport, 1895-2008》（《奥林匹克之梦：中国与体育，1895-2008》，2008年，哈佛大学出版社）
- 《Strangers on the Western Front: Chinese Workers in the Great War》（《一战中的华工》，2011年，哈佛大学出版社）
- 《Chinese and Americans: A Shared History》（《中国人与美国人：一部共有的历史》，2014年，哈佛大学出版社）
- 《Asia and the Great War: A shared History》（《亚洲与第一次世界大战：一个共享的旅程》，2017年，牛津大学出版社）
- 《边缘人偶记》（2017年，四川人民出版社），入选《中华读书报》“2017年度十大好书 ”[4]
- 《为文明出征：第一次世界大战期间西线战场华工的故事》（2017年，五洲传播出版社）
- 《中国与大战：寻求新的国家认同与国际化》（2019年，四川人民出版社）
- 《难问西东集》（2019年，商务印书馆）